# Solanum ramulosum
Solanum ramulosum là loài thực vật có hoa trong họ Cà. Loài này được Sendtn. miêu tả khoa học đầu tiên năm 1846.